# 防衛大臣

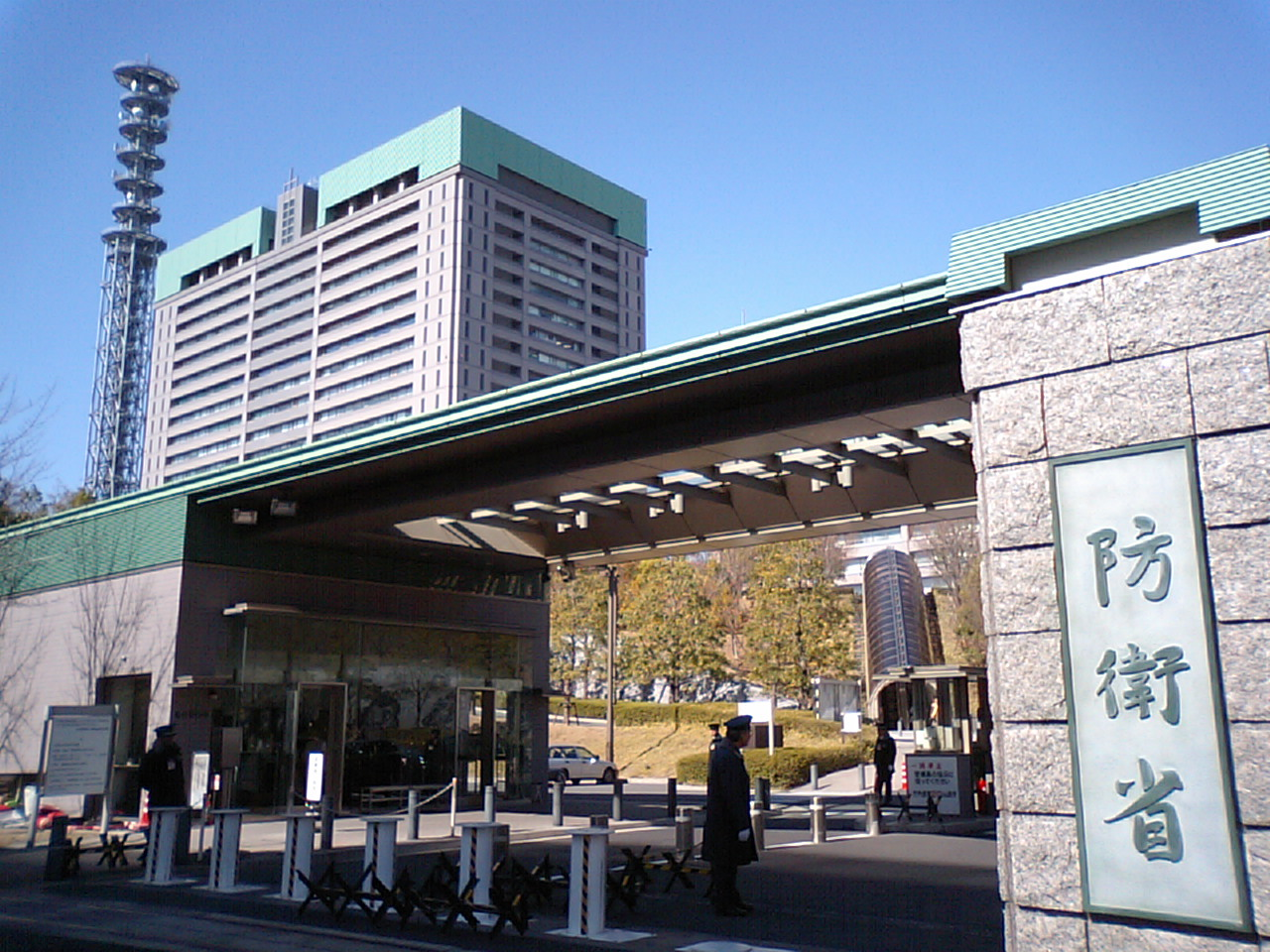
防衛省が設置されている庁舎

防衛大臣（ぼうえいだいじん、英: Minister of Defense）は、日本の防衛省の長および主任の大臣たる国務大臣。略称は防衛相（ぼうえいしょう）。
他の国務大臣と同様、日本国憲法第66条の規定により、文民統制の観点から文民が任命される。防衛省の長であるとともに、陸海空の三自衛隊の最高指揮官である内閣総理大臣の下で、統合幕僚長を通じて自衛隊全体を統督する。防衛大臣の自衛隊の部隊運用に関する指揮は、統合幕僚長が補佐し、統合作戦司令官を通じて行われる。
2007年（平成19年）1月の防衛庁から防衛省への昇格に伴い、長の職名は長官から大臣になった。

## 概説
東西冷戦期には日米安保体制下にあって日本が安全保障政策でイニシアチブをとる幅も少なかったため、戦後長らく、防衛庁長官は重要閣僚とはみなされず、初入閣者に与えられることが多いポストで、大物政治家の就任も少なかった。1970年に首相の佐藤栄作が第3次佐藤内閣で派閥領袖の中曽根康弘を起用したり、1977年の福田改造内閣で既に実力者であった金丸信が就いたりしたのは例外だった。
変化の兆しが出てきたのは、自らも長官を歴任し、国防の専門家を自認する中曽根康弘政権においてであった。中曽根は党のホープとされた加藤紘一を1984年に長官に抜擢し、翌年の内閣改造でも留任させた。1990年代以降になると、湾岸戦争などを経て日本の軍事面を含めた国際貢献が問われるようになるとともに、有事法制の整備、在日米軍再編や日米同盟の再定義といった国防に関わる問題が国政の最重要課題に上ることが増えた。さらに、災害対策などにおける自衛隊の活動も国民に認知されるようになる。首相の橋本龍太郎は普天間基地移設問題の処理が懸案となっていた1997年の内閣改造で、自らに近い久間章生の留任にこだわるなどした。
相対的に防衛政策の重要性が高まる中、防衛庁は第1次安倍内閣下の2007年（平成19年）に悲願の省昇格を果たし、防衛大臣（防衛庁長官）も対外交渉や国会答弁を円滑に行うことのできる能力が求められるようになった。
21世紀以降の就任者を見ると、中谷元、石破茂、浜田靖一、江渡聡徳、岩屋毅、木原稔など、いわゆる国防族を始めとして、高村正彦（外務大臣などを経験）、小野寺五典（当時は外交族と見なされていた）、岸田文雄（外務大臣と兼任）、河野太郎（外務大臣から横滑り）といった党や政府で有力・関連ポストを経験した議員や、額賀福志郎、久間章生、石破、中谷、小野寺、浜田といった再任者の就任が多くなっている。また、2009年（平成21年）に成立した民主党政権でも、北澤俊美は外交・安保問題とは無縁の人物だったものの、就任後は閣内随一の実力者として存在感を発揮し、2012年（平成24年）には内閣改造（野田第2次改造内閣・野田第3次改造内閣）の目玉人事として民間人でありながらも自衛隊出身で外交・安保問題の論客である森本敏が起用された。2020年（令和2年）の菅義偉内閣では初入閣の岸信夫（元外務副大臣）が起用されたが、岸は外交族・親台派として知られており、対中安保を睨んだ人事とも評され、2年に渡って務めた。安倍晋三政権では女性も登用され、小池百合子、稲田朋美が就任した。男性主導の印象が強い防衛省で女性がトップに就く人事は話題を呼んだが、小池は省内人事の混乱で再任を固辞し、稲田は南スーダン派遣PKO部隊の日報非開示問題（PKO日報隠蔽疑惑）などの責任を取って引責辞任した。
こうして、今日では防衛大臣は比較的重要度の高い閣僚とみなされるようになっている。派閥均衡など自民党の人事力学と離れ、専門性を重んじる場合があるのも特徴である。また、現在のところ防衛庁長官または防衛大臣経験者で、後に総理大臣に就任したのは、中曽根康弘、宇野宗佑、岸田文雄、石破茂の4人である。

## 旧制度との比較
旧憲法下の軍部大臣（陸軍大臣・海軍大臣）は軍の作戦行動に関する指揮権を持たず、軍政のみを管掌した（これを「ドイツ型軍部大臣」という）。また、軍部大臣の就任資格は殆どの期間で武官（軍人）に限定されていた（軍部大臣現役武官制）。これに対して、現行制度における防衛大臣は、現行憲法第66条の規定により文民統制の観点から文民が任命され、自衛隊の最高指揮官である内閣総理大臣の隷下で軍政に相当する防衛行政だけでなく、軍令に相当する自衛隊の作戦行動に関する指揮監督をも行う（これを「フランス型軍部大臣」という）。

## 防衛大臣等の一覧
- 防衛大臣のほか、防衛省の前身である防衛庁、保安庁、警察予備隊本部及び海上警備隊の海上保安庁長官等も範囲に含める。
- 警察予備隊本部は保安庁や保安隊をへて現在の防衛省内局や陸上自衛隊に移行した。
- 海上保安庁の海上警備隊は保安庁の警備隊になり、現在の海上自衛隊に移行した。
- 海上保安庁の本体部分は保安庁の海上公安局とされたが、移行されずに現在の海上保安庁に至る。
- 太字は後に内閣総理大臣となった人物。
- 補職辞令のある再任は個別の代として数え、辞令のない留任は数えない。
- 臨時代理・事務取扱・事務代理は、大臣または長官が欠員の場合のみ記載し、海外出張時等の一時不在代理は記載しない。

### 警察予備隊本部長官
| 代 | 肖像画        | 氏名     | 内閣          | 内閣          | 在任期間                                              | 兼務等・備考                   | 所属政党 |
| -- | ------------- | -------- | ------------- | ------------- | ----------------------------------------------------- | ------------------------------ | -------- |
| -  |               | 增原惠吉 | 第3次吉田内閣 | 第1次改造内閣 | 1950年（昭和25年）8月14日 - 1952年（昭和27年）7月31日 | 認証官。内務省出身の警察官僚。 |          |
| -  | 第2次改造内閣 | 增原惠吉 | 第3次吉田内閣 |               | 1950年（昭和25年）8月14日 - 1952年（昭和27年）7月31日 | 認証官。内務省出身の警察官僚。 |          |
| -  | 第3次改造内閣 | 增原惠吉 | 第3次吉田内閣 |               | 1950年（昭和25年）8月14日 - 1952年（昭和27年）7月31日 | 認証官。内務省出身の警察官僚。 |          |

### 国務大臣（警察予備隊担当）
| 代 | 肖像画        | 氏名     | 内閣          | 内閣          | 在任期間                                              | 兼務等・備考                                                   | 所属政党 |
| -- | ------------- | -------- | ------------- | ------------- | ----------------------------------------------------- | -------------------------------------------------------------- | -------- |
| -  |               | 大橋武夫 | 第3次吉田内閣 | 第1次改造内閣 | 1951年（昭和26年）1月23日 - 1952年（昭和27年）7月31日 | 警察予備隊令第9条に基づく担当国務大臣。 旧内務省の元警察官僚。 | 自由党   |
| -  | 第2次改造内閣 | 大橋武夫 | 第3次吉田内閣 |               | 1951年（昭和26年）1月23日 - 1952年（昭和27年）7月31日 | 警察予備隊令第9条に基づく担当国務大臣。 旧内務省の元警察官僚。 | 自由党   |
| -  | 第3次改造内閣 | 大橋武夫 | 第3次吉田内閣 |               | 1951年（昭和26年）1月23日 - 1952年（昭和27年）7月31日 | 警察予備隊令第9条に基づく担当国務大臣。 旧内務省の元警察官僚。 | 自由党   |

### 海上保安庁長官（保安庁への過渡期）
| 代 | 肖像画 | 氏名     | 内閣          | 内閣          | 在任期間                                              | 兼務等・備考 | 所属政党 |
| -- | ------ | -------- | ------------- | ------------- | ----------------------------------------------------- | --- | -------- |
| -  |        | 柳沢米吉 | 第3次吉田内閣 | 第3次改造内閣 | 1952年（昭和27年）4月26日 - 1952年（昭和27年）7月31日 | 東京帝国大学工学部卒業後、内務省入省、運輸通信省・運輸省の官僚。 海上警備隊の指揮監督。 海上警備隊は保安庁の警備隊に移行。 本体は海上公安局に改編。 |          |

### 国務大臣保安庁長官（総理府の外局）
| 代 | 肖像画        | 氏名          | 内閣                                                  | 内閣          | 在任期間                                               | 兼務等・備考                                                               | 所属政党 |
| -- | ------------- | ------------- | ----------------------------------------------------- | ------------- | ------------------------------------------------------ | -------------------------------------------------------------------------- | -------- |
| -  |               | 吉田茂        | 第3次吉田内閣                                         | 第3次改造内閣 | 1952年（昭和27年）8月1日 - 1952年（昭和27年）10月30日  | 内閣総理大臣による事務取扱。 保安庁は保安隊、警備隊及び 海上公安局を管轄。 | 自由党   |
| 01 |               | 木村篤太郎    | 第4次吉田内閣                                         | 第4次吉田内閣 | 1952年（昭和27年）10月30日 - 1953年（昭和28年）5月21日 | 国務大臣（前内閣の法務大臣）。                                             |          |
| 02 | 第5次吉田内閣 | 第5次吉田内閣 | 1953年（昭和28年）5月21日 - 1954年（昭和29年）6月30日 |               |                                                        |                                                                            |          |

### 国務大臣防衛庁長官（総理府の外局）
| 代 | 肖像画            | 氏名              | 内閣                                                   | 内閣                                     | 在任期間                                                | 兼務等・備考                                                                                           | 所属政党   |
| -- | ----------------- | ----------------- | ------------------------------------------------------ | ---------------------------------------- | ------------------------------------------------------- | --- | ---------- |
| 01 |                   | 木村篤太郎        | 第5次吉田内閣                                          | 第5次吉田内閣                            | 1954年（昭和29年）7月1日 - 1954年（昭和29年）12月10日   | 第5次吉田内閣の保安庁長官より 国務大臣防衛庁長官に就任。 陸・海・空自衛隊が発足。 海上公安局法の廃止。 |            |
| 02 |                   | 大村清一          | 第1次鳩山一郎内閣                                      | 第1次鳩山一郎内閣                        | 1954年（昭和29年）12月10日 - 1955年（昭和30年）3月19日  | 第1次吉田内閣の内務大臣。                                                                              | 日本民主党 |
| 03 |                   | 杉原荒太          | 第2次鳩山一郎内閣                                      | 第2次鳩山一郎内閣                        | 1955年（昭和30年）3月19日 - 1955年（昭和30年）7月31日   | 外務省の元官僚。                                                                                       | 日本民主党 |
| 04 |                   | 砂田重政          | 第2次鳩山一郎内閣                                      | 第2次鳩山一郎内閣                        | 1955年（昭和30年）7月31日 - 1955年（昭和30年）11月22日  | 予備幹部自衛官制度の必要性を訴えて更迭。                                                               | 日本民主党 |
| 05 |                   | 船田中            | 第3次鳩山一郎内閣                                      | 第3次鳩山一郎内閣                        | 1955年（昭和30年）11月22日 - 1956年（昭和31年）12月23日 | 第1次近衛内閣の法制局長官                                                                              | 自由民主党 |
| -  |                   | 石橋湛山          | 石橋内閣                                               | 石橋内閣                                 | 1956年（昭和31年）12月23日 - 1957年（昭和32年）1月31日  | 内閣総理大臣による事務取扱。                                                                           | 自由民主党 |
| -  |                   | 岸信介            | 石橋内閣                                               | 石橋内閣                                 | 1957年（昭和32年）1月31日 - 1957年（昭和32年）2月2日    | 外務大臣による事務代理。                                                                               | 自由民主党 |
| 06 |                   | 小瀧彬            | 石橋内閣                                               | 石橋内閣                                 | 1957年（昭和32年）2月2日 - 1957年（昭和32年）2月25日    | | 自由民主党 |
| 07 | 第1次岸内閣       | 第1次岸内閣       | 1957年（昭和32年）2月25日 - 1957年（昭和32年）7月10日  |                                          |                                                         | | 自由民主党 |
| 08 |                   | 津島壽一          |                                                        | 改造内閣                                 | 1957年（昭和32年）7月10日 - 1958年（昭和33年）6月12日   | | 自由民主党 |
| 09 |                   | 左藤義詮          | 第2次岸内閣                                            | 第2次岸内閣                              | 1958年（昭和33年）6月12日 - 1959年（昭和34年）1月12日   | | 自由民主党 |
| 10 |                   | 伊能繁次郎        | 第2次岸内閣                                            | 第2次岸内閣                              | 1959年（昭和34年）1月12日 - 1959年（昭和34年）6月18日   | 運輸省の元官僚。                                                                                       | 自由民主党 |
| 11 |                   | 赤城宗徳          |                                                        | 改造内閣                                 | 1959年（昭和34年）6月18日 - 1960年（昭和35年）7月19日   | 安保騒乱で治安出動を拒否。                                                                             | 自由民主党 |
| 12 |                   | 江﨑真澄          | 第1次池田内閣                                          | 第1次池田内閣                            | 1960年（昭和35年）7月19日 - 1960年（昭和35年）12月8日   | | 自由民主党 |
| 13 |                   | 西村直己          | 第2次池田内閣                                          | 第2次池田内閣                            | 1960年（昭和35年）12月8日 - 1961年（昭和36年）7月18日   | | 自由民主党 |
| 14 |                   | 藤枝泉介          |                                                        | 第1次改造内閣                            | 1961年（昭和36年）7月18日 - 1962年（昭和37年）7月18日   | | 自由民主党 |
| 15 |                   | 志賀健次郎        |                                                        | 第2次改造内閣                            | 1962年（昭和37年）7月18日 - 1963年（昭和38年）7月18日   | | 自由民主党 |
| 16 |                   | 福田篤泰          |                                                        | 第3次改造内閣                            | 1963年（昭和38年）7月18日 - 1963年（昭和38年）12月9日   | | 自由民主党 |
| 17 | 第3次池田内閣     | 第3次池田内閣     | 1963年（昭和38年）12月9日 - 1964年（昭和39年）7月18日  |                                          |                                                         | | 自由民主党 |
| 18 |                   | 小泉純也          |                                                        | 改造内閣                                 | 1964年（昭和39年）7月18日 - 1964年（昭和39年）11月9日   | | 自由民主党 |
| 19 | 第1次佐藤内閣     | 第1次佐藤内閣     | 1964年（昭和39年）11月9日 - 1965年（昭和40年）6月3日   | 昭和38年度総合防衛図上研究の発覚で辞任。 |                                                         | | 自由民主党 |
| 20 |                   | 松野頼三          |                                                        | 第1次改造内閣                            | 1965年（昭和40年）6月3日 - 1966年（昭和41年）8月1日     | 元海軍主計少佐                                                                                         | 自由民主党 |
| 21 |                   | 上林山栄吉        |                                                        | 第2次改造内閣                            | 1966年（昭和41年）8月1日 - 1966年（昭和41年）12月3日    | 公私混同のお国入り問題で批判をうける。                                                                 | 自由民主党 |
| 22 |                   | 増田甲子七        |                                                        | 第3次改造内閣                            | 1966年（昭和41年）12月3日 - 1967年（昭和42年）2月17日   | | 自由民主党 |
| 23 | 第2次佐藤内閣     | 第2次佐藤内閣     | 1967年（昭和42年）2月17日 - 1968年（昭和43年）11月30日 |                                          |                                                         | | 自由民主党 |
| 23 | 第1次改造内閣     | 増田甲子七        | 1967年（昭和42年）2月17日 - 1968年（昭和43年）11月30日 |                                          |                                                         | | 自由民主党 |
| 24 |                   | 有田喜一          |                                                        | 第2次改造内閣                            | 1968年（昭和43年）11月30日 - 1970年（昭和45年）1月14日  | 運輸省の元官僚。                                                                                       | 自由民主党 |
| 25 |                   | 中曽根康弘        | 第3次佐藤内閣                                          | 第3次佐藤内閣                            | 1970年（昭和45年）1月14日 - 1971年（昭和46年）7月5日    | 内務省の元官僚（海軍主計少佐）。三島事件が発生。                                                       | 自由民主党 |
| 26 |                   | 增原惠吉          |                                                        | 改造内閣                                 | 1971年（昭和46年）7月5日 - 1971年（昭和46年）8月2日     | 全日空機雫石衝突事故が発生                                                                             | 自由民主党 |
| 27 |                   | 西村直己          |                                                        | 改造内閣                                 | 1971年（昭和46年）8月2日 - 1971年（昭和46年）12月3日    | 元防衛庁長官                                                                                           | 自由民主党 |
| 28 |                   | 江﨑真澄          |                                                        | 改造内閣                                 | 1971年（昭和46年）12月3日 - 1972年（昭和47年）7月7日    | 元防衛庁長官                                                                                           | 自由民主党 |
| 29 |                   | 增原惠吉          | 第1次田中角栄内閣                                      | 第1次田中角栄内閣                        | 1972年（昭和47年）7月7日 - 1972年（昭和47年）12月22日   | 元防衛庁長官                                                                                           | 自由民主党 |
| 30 | 第2次田中角栄内閣 | 第2次田中角栄内閣 | 1972年（昭和47年）12月22日 - 1973年（昭和48年）5月29日 |                                          |                                                         | | 自由民主党 |
| 31 | 第2次田中角栄内閣 | 第2次田中角栄内閣 |                                                        | 山中貞則                                 | 1973年（昭和48年）5月29日 - 1974年（昭和49年）11月11日  | | 自由民主党 |
| 31 | 第1次改造内閣     |                   |                                                        | 山中貞則                                 | 1973年（昭和48年）5月29日 - 1974年（昭和49年）11月11日  | | 自由民主党 |
| 32 |                   | 宇野宗佑          |                                                        | 第2次改造内閣                            | 1974年（昭和49年）11月11日 - 1974年（昭和49年）12月9日  | 第十雄洋丸事件では撃沈命令を出した。                                                                   | 自由民主党 |
| 33 |                   | 坂田道太          | 三木内閣                                               | 三木内閣                                 | 1974年（昭和49年）12月9日 - 1976年（昭和51年）12月24日  | ベレンコ中尉亡命事件が発生。                                                                           | 自由民主党 |
| 33 | 改造内閣          | 坂田道太          |                                                        |                                          | 1974年（昭和49年）12月9日 - 1976年（昭和51年）12月24日  | ベレンコ中尉亡命事件が発生。                                                                           | 自由民主党 |
| 34 |                   | 三原朝雄          | 福田赳夫内閣                                           | 福田赳夫内閣                             | 1976年（昭和51年）12月24日 - 1977年（昭和52年）11月28日 | 有事法制の研究を公式に開始。                                                                           | 自由民主党 |
| 35 |                   | 金丸信            |                                                        | 改造内閣                                 | 1977年（昭和52年）11月28日 - 1978年（昭和53年）12月7日  | 統幕議長栗栖弘臣陸将の更迭。 在日米軍に「思いやり予算」を考案し実施。                                  | 自由民主党 |
| 36 |                   | 山下元利          | 第1次大平内閣                                          | 第1次大平内閣                            | 1978年（昭和53年）12月7日 - 1979年（昭和54年）11月9日   | 大蔵省の元官僚（海軍主計士官）                                                                         | 自由民主党 |
| 37 |                   | 久保田円次        | 第2次大平内閣                                          | 第2次大平内閣                            | 1979年（昭和54年）11月9日 - 1980年（昭和55年）2月4日    | 宮永スパイ事件で引責辞任。                                                                             | 自由民主党 |
| 38 |                   | 細田吉蔵          | 第2次大平内閣                                          | 第2次大平内閣                            | 1980年（昭和55年）2月4日 - 1980年（昭和55年）7月17日    | | 自由民主党 |
| 39 |                   | 大村襄治          | 鈴木善幸内閣                                           | 鈴木善幸内閣                             | 1980年（昭和55年）7月17日 - 1981年（昭和56年）11月30日  | | 自由民主党 |
| 40 |                   | 伊藤宗一郎        |                                                        | 改造内閣                                 | 1981年（昭和56年）11月30日 - 1982年（昭和57年）11月27日 | | 自由民主党 |
| 41 |                   | 谷川和穗          | 第1次中曽根内閣                                        | 第1次中曽根内閣                          | 1982年（昭和57年）11月27日 - 1983年（昭和58年）12月27日 | | 自由民主党 |
| 42 |                   | 栗原祐幸          | 第2次中曽根内閣                                        | 第2次中曽根内閣                          | 1983年（昭和58年）12月27日 - 1984年（昭和59年）11月1日  | | 自由民主党 |
| 43 |                   | 加藤紘一          |                                                        | 第1次改造内閣                            | 1984年（昭和59年）11月1日 - 1986年（昭和61年）7月22日   | | 自由民主党 |
| 43 | 第2次改造内閣     | 加藤紘一          |                                                        |                                          | 1984年（昭和59年）11月1日 - 1986年（昭和61年）7月22日   | | 自由民主党 |
| 44 |                   | 栗原祐幸          | 第3次中曽根内閣                                        | 第3次中曽根内閣                          | 1986年（昭和61年）7月22日 - 1987年（昭和62年）11月6日   | 元防衛庁長官                                                                                           | 自由民主党 |
| 45 |                   | 瓦力              | 竹下内閣                                               | 竹下内閣                                 | 1987年（昭和62年）11月6日 - 1988年（昭和63年）8月24日   | なだしお事件で引責                                                                                     | 自由民主党 |
| 46 |                   | 田澤吉郎          | 竹下内閣                                               | 竹下内閣                                 | 1988年（昭和63年）8月24日 - 1989年（平成元年）6月3日    | | 自由民主党 |
| 46 | 改造内閣          | 田澤吉郎          |                                                        |                                          | 1988年（昭和63年）8月24日 - 1989年（平成元年）6月3日    | | 自由民主党 |
| 47 |                   | 山崎拓            | 宇野内閣                                               | 宇野内閣                                 | 1989年（平成元年）6月3日 - 1989年（平成元年）8月10日    | | 自由民主党 |
| 48 |                   | 松本十郎          | 第1次海部内閣                                          | 第1次海部内閣                            | 1989年（平成元年）8月10日 - 1990年（平成2年）2月28日    | | 自由民主党 |
| 49 |                   | 石川要三          | 第2次海部内閣                                          | 第2次海部内閣                            | 1990年（平成2年）2月28日 - 1990年（平成2年）12月29日    | | 自由民主党 |
| 50 |                   | 池田行彦          |                                                        | 改造内閣                                 | 1990年（平成2年）12月29日 - 1991年（平成3年）11月5日    | | 自由民主党 |
| 51 |                   | 宮下創平          | 宮澤内閣                                               | 宮澤内閣                                 | 1991年（平成3年）11月5日 - 1992年（平成4年）12月12日    | | 自由民主党 |
| 52 |                   | 中山利生          |                                                        | 改造内閣                                 | 1992年（平成4年）12月12日 - 1993年（平成5年）8月9日     | | 自由民主党 |
| 53 |                   | 中西啓介          | 細川内閣                                               | 細川内閣                                 | 1993年（平成5年）8月9日 - 1993年（平成5年）12月2日      | | 新生党     |
| 54 |                   | 愛知和男          | 細川内閣                                               | 細川内閣                                 | 1993年（平成5年）12月2日 - 1994年（平成6年）4月28日     | | 新生党     |
| -  |                   | 羽田孜            | 羽田内閣                                               | 羽田内閣                                 | 1994年（平成6年）4月28日                                | 内閣総理大臣による事務取扱                                                                             | 新生党     |
| 55 |                   | 神田厚            | 羽田内閣                                               | 羽田内閣                                 | 1994年（平成6年）4月28日 - 1994年（平成6年）6月30日     | | 民社党     |
| 56 |                   | 玉澤徳一郎        | 村山内閣                                               | 村山内閣                                 | 1994年（平成6年）6月30日 - 1995年（平成7年）8月8日      | | 自由民主党 |
| 57 |                   | 衛藤征士郎        |                                                        | 改造内閣                                 | 1995年（平成7年）8月8日 - 1996年（平成8年）1月11日      | | 自由民主党 |
| 58 |                   | 臼井日出男        | 第1次橋本内閣                                          | 第1次橋本内閣                            | 1996年（平成8年）1月11日 - 1996年（平成8年）11月7日     | | 自由民主党 |
| 59 |                   | 久間章生          | 第2次橋本内閣                                          | 第2次橋本内閣                            | 1996年（平成8年）11月7日 - 1998年（平成10年）7月30日    | | 自由民主党 |
| 59 | 改造内閣          | 久間章生          |                                                        |                                          | 1996年（平成8年）11月7日 - 1998年（平成10年）7月30日    | | 自由民主党 |
| 60 |                   | 額賀福志郎        | 小渕内閣                                               | 小渕内閣                                 | 1998年（平成10年）7月30日 - 1998年（平成10年）11月20日  | 防衛庁調達実施本部背任事件が発生 参議院本会議で問責決議可決                                            | 自由民主党 |
| 60 | 第1次改造内閣     | 額賀福志郎        |                                                        |                                          | 1998年（平成10年）7月30日 - 1998年（平成10年）11月20日  | 防衛庁調達実施本部背任事件が発生 参議院本会議で問責決議可決                                            | 自由民主党 |
| 61 |                   | 野呂田芳成        |                                                        | 第2次改造内閣                            | 1998年（平成10年）11月20日 - 1999年（平成11年）10月5日  | 能登半島沖不審船事件が発生 初の海上警備行動発令                                                        | 自由民主党 |
| 62 |                   | 瓦力              |                                                        | 第2次改造内閣                            | 1999年（平成11年）10月5日 - 2000年（平成12年）4月5日    | 元防衛庁長官                                                                                           | 自由民主党 |
| 63 | 第1次森内閣       | 第1次森内閣       | 2000年（平成12年）4月5日 - 2000年（平成12年）7月4日    | 再任                                     |                                                         | | 自由民主党 |
| 64 |                   | 虎島和夫          | 第2次森内閣                                            | 第2次森内閣                              | 2000年（平成12年）7月4日 - 2000年（平成12年）12月5日    | | 自由民主党 |
| 65 |                   | 斉藤斗志二        |                                                        | 改造内閣（再編前）                       | 2000年（平成12年）12月5日 - 2001年（平成13年）1月5日    | | 自由民主党 |

### 国務大臣防衛庁長官（内閣府の外局）
| 代 | 肖像画        | 氏名          | 内閣                                                   | 内閣               | 在任期間                                               | 兼務等・備考                          | 所属政党   |
| -- | ------------- | ------------- | ------------------------------------------------------ | ------------------ | ------------------------------------------------------ | ------------------------------------- | ---------- |
| 65 |               | 斉藤斗志二    |                                                        | 改造内閣（再編後） | 2001年（平成13年）1月6日 - 2001年（平成13年）4月26日   |                                       | 自由民主党 |
| 66 |               | 中谷元        | 第1次小泉内閣                                          | 第1次小泉内閣      | 2001年（平成13年）4月26日 - 2002年（平成14年）9月30日  | 元陸上自衛官 初の自衛官出身防衛庁長官 | 自由民主党 |
| 67 |               | 石破茂        |                                                        | 第1次改造内閣      | 2002年（平成14年）9月30日 - 2003年（平成15年）11月19日 |                                       | 自由民主党 |
| 67 | 第2次改造内閣 | 石破茂        |                                                        |                    | 2002年（平成14年）9月30日 - 2003年（平成15年）11月19日 |                                       | 自由民主党 |
| 68 | 第2次小泉内閣 | 第2次小泉内閣 | 2003年（平成15年）11月19日 - 2004年（平成16年）9月27日 |                    |                                                        |                                       | 自由民主党 |
| 69 |               | 大野功統      |                                                        | 改造内閣           | 2004年（平成16年）9月27日 - 2005年（平成17年）9月21日  |                                       | 自由民主党 |
| 70 | 第3次小泉内閣 | 第3次小泉内閣 | 2005年（平成17年）9月21日 - 2005年（平成17年）10月31日 |                    |                                                        |                                       | 自由民主党 |
| 71 |               | 額賀福志郎    |                                                        | 改造内閣           | 2005年（平成17年）10月31日 - 2006年（平成18年）9月26日 | 元防衛庁長官 防衛施設庁談合事件が発覚 | 自由民主党 |
| 72 |               | 久間章生      | 第1次安倍内閣                                          | 第1次安倍内閣      | 2006年（平成18年）9月26日 - 2007年（平成19年）1月8日   | 元防衛庁長官                          | 自由民主党 |

### 防衛大臣（防衛省）
| 代 | 肖像画        | 氏名          | 内閣                                                  | 内閣                                                | 在任期間                                              | 兼務等・備考 | 所属政党   |
| -- | ------------- | ------------- | ----------------------------------------------------- | --------------------------------------------------- | ----------------------------------------------------- | --- | ---------- |
| 01 |               | 久間章生      | 第1次安倍内閣                                         | 第1次安倍内閣                                       | 2007年（平成19年）1月9日 - 2007年（平成19年）7月4日   | 第1次安倍内閣の防衛庁長官より防衛大臣に就任。 原爆投下を巡る不適切発言で辞任。                                  | 自由民主党 |
| 02 |               | 小池百合子    | 第1次安倍内閣                                         | 第1次安倍内閣                                       | 2007年（平成19年）7月4日 - 2007年（平成19年）8月27日  | 初の女性防衛大臣                                                                                                | 自由民主党 |
| 03 |               | 高村正彦      |                                                       | 改造内閣                                            | 2007年（平成19年）8月27日 - 2007年（平成19年）9月26日 | 防衛施設庁の解体 防衛監察本部の新設                                                                             | 自由民主党 |
| 04 |               | 石破茂        | 福田康夫内閣                                          | 福田康夫内閣                                        | 2007年（平成19年）9月26日 - 2008年（平成20年）8月2日  | 元防衛庁長官 2007年（平成19年）10月19日、山田洋行事件が発覚 2008年（平成20年）2月19日、イージス艦衝突事故が発生 | 自由民主党 |
| 05 |               | 林芳正        |                                                       | 改造内閣                                            | 2008年（平成20年）8月2日 - 2008年（平成20年）9月24日  | | 自由民主党 |
| 06 |               | 浜田靖一      | 麻生内閣                                              | 麻生内閣                                            | 2008年（平成20年）9月24日 - 2009年（平成21年）9月16日 | 防衛会議を設置 田母神俊雄空幕長の更迭                                                                           | 自由民主党 |
| 07 |               | 北澤俊美      | 鳩山由紀夫内閣                                        | 鳩山由紀夫内閣                                      | 2009年（平成21年）9月16日 - 2010年（平成22年）6月8日  | | 民主党     |
| 08 | 菅直人内閣    | 菅直人内閣    | 2010年（平成22年）6月8日 - 2011年（平成23年）9月2日   | 再任 JTF-THの編成                                   |                                                       | | 民主党     |
| 08 | 第1次改造内閣 | 北澤俊美      | 2010年（平成22年）6月8日 - 2011年（平成23年）9月2日   | 再任 JTF-THの編成                                   |                                                       | | 民主党     |
| 08 | 第2次改造内閣 | 北澤俊美      | 2010年（平成22年）6月8日 - 2011年（平成23年）9月2日   | 再任 JTF-THの編成                                   |                                                       | | 民主党     |
| 09 |               | 一川保夫      | 野田内閣                                              | 野田内閣                                            | 2011年（平成23年）9月2日 - 2012年（平成24年）1月13日  | 参議院本会議で問責決議可決                                                                                      | 民主党     |
| 10 |               | 田中直紀      |                                                       | 第1次改造内閣                                       | 2012年（平成24年）1月13日 - 2012年（平成24年）6月4日  | 参議院本会議で問責決議可決                                                                                      | 民主党     |
| 11 |               | 森本敏        |                                                       | 第2次改造内閣                                       | 2012年（平成24年）6月4日 - 2012年（平成24年）12月26日 | 民間人閣僚 元航空自衛官・外交官 元防衛大臣補佐官                                                                | 民間人     |
| 11 | 第3次改造内閣 | 森本敏        |                                                       |                                                     | 2012年（平成24年）6月4日 - 2012年（平成24年）12月26日 | 民間人閣僚 元航空自衛官・外交官 元防衛大臣補佐官                                                                | 民間人     |
| 12 |               | 小野寺五典    | 第2次安倍内閣                                         | 第2次安倍内閣                                       | 2012年（平成24年）12月26日 - 2014年（平成26年）9月3日 | | 自由民主党 |
| 13 |               | 江渡聡徳      |                                                       | 改造内閣                                            | 2014年（平成26年）9月3日 - 2014年（平成26年）12月24日 | 安全保障法制担当大臣兼務                                                                                        | 自由民主党 |
| 14 |               | 中谷元        | 第3次安倍内閣                                         | 第3次安倍内閣                                       | 2014年（平成26年）12月24日 - 2016年（平成28年）8月3日 | 安全保障法制担当大臣兼務 元陸上自衛官・元防衛庁長官 運用企画局の廃止、防衛装備庁の新設                          | 自由民主党 |
| 14 | 第1次改造内閣 | 中谷元        |                                                       |                                                     | 2014年（平成26年）12月24日 - 2016年（平成28年）8月3日 | 安全保障法制担当大臣兼務 元陸上自衛官・元防衛庁長官 運用企画局の廃止、防衛装備庁の新設                          | 自由民主党 |
| 15 |               | 稲田朋美      |                                                       | 第2次改造内閣                                       | 2016年（平成28年）8月3日 - 2017年（平成29年）7月28日  | 南スーダン派遣PKO部隊の日報非開示問題（隠蔽疑惑）で引責辞任                                                     | 自由民主党 |
| 16 |               | 岸田文雄      |                                                       | 第2次改造内閣                                       | 2017年（平成29年）7月28日 - 2017年（平成29年）8月3日  | 外務大臣兼任 | 自由民主党 |
| 17 |               | 小野寺五典    |                                                       | 第3次改造内閣                                       | 2017年（平成29年）8月3日 - 2017年（平成29年）11月1日  | 元防衛大臣 | 自由民主党 |
| 18 | 第4次安倍内閣 | 第4次安倍内閣 | 2017年（平成29年）11月1日 - 2018年（平成30年）10月2日 | 再任                                                |                                                       | | 自由民主党 |
| 19 |               | 岩屋毅        |                                                       | 第1次改造内閣                                       | 2018年（平成30年）10月2日 - 2019年（令和元年）9月11日 | 韓国海軍レーダー照射問題が発生。                                                                                | 自由民主党 |
| 20 |               | 河野太郎      |                                                       | 第2次改造内閣                                       | 2019年（令和元年）9月11日 - 2020年（令和2年）9月16日  | | 自由民主党 |
| 21 |               | 岸信夫        | 菅義偉内閣                                            | 菅義偉内閣                                          | 2020年（令和2年）9月16日 - 2021年（令和3年）10月4日   | | 自由民主党 |
| 22 | 第1次岸田内閣 | 第1次岸田内閣 | 2021年（令和3年）10月4日 - 2021年（令和3年）11月10日  | 再任                                                |                                                       | | 自由民主党 |
| 23 | 第2次岸田内閣 | 第2次岸田内閣 | 2021年（令和3年）11月10日 - 2022年（令和4年）8月10日  | 再任                                                |                                                       | | 自由民主党 |
| 24 |               | 浜田靖一      |                                                       | 第1次改造内閣                                       | 2022年（令和4年）8月10日 - 2023年（令和5年）9月13日   | 元防衛大臣、2023年（令和5年）6月14日、日野基本射撃場発砲事件が発生                                              | 自由民主党 |
| 25 |               | 木原稔        | 第2次改造内閣                                         | 2023年（令和5年）9月13日 - 2024年（令和6年）10月1日 |                                                       | | 自由民主党 |
| 26 |               | 中谷元        | 第1次石破内閣                                         | 第1次石破内閣                                       | 2024年（令和6年）10月1日 - 2024年（令和6年）11月11日  | 元陸上自衛官・元防衛大臣                                                                                        | 自由民主党 |
| 27 | 第2次石破内閣 | 第2次石破内閣 | 2024年（令和6年）11月11日 -                           |                                                     |                                                       | 元陸上自衛官・元防衛大臣                                                                                        | 自由民主党 |

## 記録
- 連続最長在任記録：747日（2年） - 坂田道太
- 通算最長在任記録：1112日（3年） - 中谷元

## 防衛大臣表彰（防衛大臣賞、防衛大臣感謝状を含む）
防衛大臣表彰は防衛庁の防衛省移行に伴い改称されたものである。これにより防衛庁長官表彰、防衛庁長官賞、防衛庁長官感謝状はそれぞれ防衛大臣表彰、防衛大臣賞、防衛大臣感謝状と改称された。
防衛大臣表彰は主に自衛隊員に対して授与されるもので防衛省職員（事務官、自衛官等）については25年以上に永年勤続、予備自衛官、即応予備自衛官については30年以上の永年勤続に対して授与されている。また、かつて防衛省が実施した安全保障懸賞論文の賞として授与されていた。防衛大臣感謝状は防衛省や自衛隊の業務に協力する団体の関係者に贈呈されることが多い。